# Гай Лутацій Катул
Гай Лутацій Катул (сер. III ст. до н.е.) — політичний, державний та військовий діяч Римської республіки, учасник Першої Пунічної війни.

## Життєпис

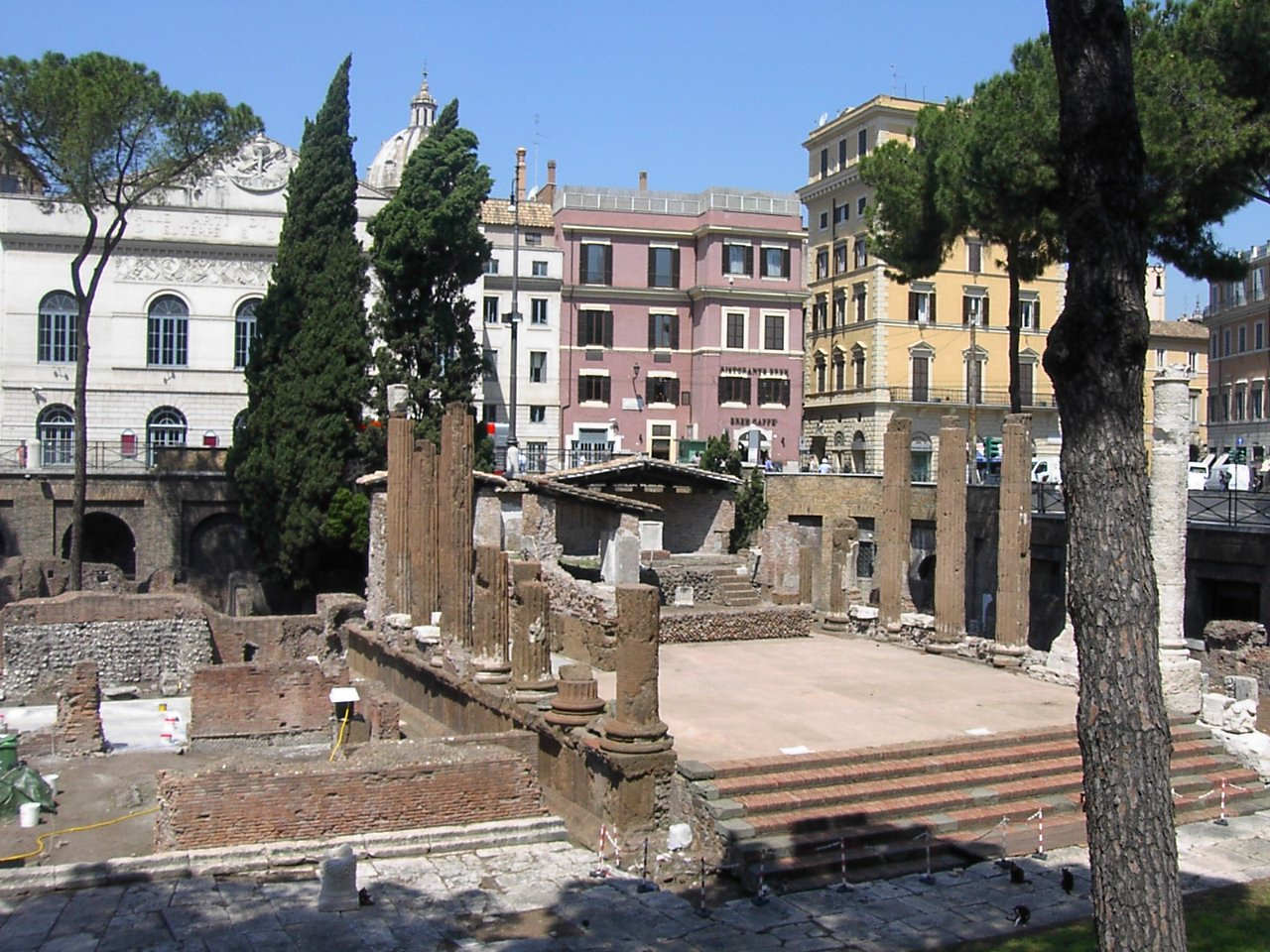
Храм Ютурни, побудований Гаєм Лутацієм Катулом

Походив з плебейського роду Лутаціїв. Син Гая Лутація Катула. Про життя Катула мало відомостей. 
У 242 року до н. е. його обрано консулом разом з Авлом Постумієм Альбіном. У цей час точилася війна з Карфагеном. Під час своєї каденції Гай Лутацій намагався розбити карфагенян на чолі із Гамількаром Баркою, який закріпився на горі Ерикте поблизу Панорму на Сицилії. Втім сили обох ворогуючих сторін вже практично були виснажені. Для вирішального удару римський сенат вирішив повністю розбити карфагенян на морі й захопити місто Дрепанум. Було побудовано новий флот у 241 році до н. е. Його очолив Гай Лутацій. 10 березня 241 році до н.е. при Егатських островах відбулася вирішальна битва з карфагенським флотом на чолі із Ганноном, в якій останній були вщент розгромлені. Армія Гамількара Барки залишилася на Сицилії без підмоги. За цю перемогу Катул отримав тріумф. Після цього Гай Лутацій повернувся на Сицилію. Сподіваючись з успіхом завершити війну він спочатку вимагав від Барки повної капітуляції, щоб карфагеняни пройшли під ігом й сплатили величезну купу грошей. Втім дипломатична майстерність Гамількара змусила Лутація Катула відступити. За угодою, яку уклали римляни з Карфагеном, війська останнього повністю залишали острів, сплачувалася по 18 динаріїв за кожного вояка, виплачувалася контрибуція у розмірі 2200 евбейських талантів з розрахунком протягом 20 років. Ця угода викликала невдоволення у Римі. Для з'ясування обставин на Сицилію спорядили сенатську комісію, яка повинна була також укласти вигіднішу угоду. Втім на місці сенатори зрозуміли, що лише складні обставини змусили Гая Лутація укласти такий договір. Лише сума контрибуції була збільшено до 3200 талантів з розрахунком протягом 10 років.
По поверненню до Риму на згадку про свої успіхи Катул побудував на Марсовому полі храм Ютурни. Подальша доля Гая Лутація Катула невідома.

## Родина
- Квінт Лутацій Катул, консул 220 року до н.е.